# Association suisse pour la protection des oiseaux
Pour les articles homonymes, voir ASPO.
L'association suisse pour la protection des oiseaux ASPO/BirdLife Suisse est une organisation de protection de la nature, des oiseaux et de leurs habitats.
L'ASPO est la troisième plus grande association de protection de la nature en Suisse (après le WWF Suisse et Pro Natura). Elle est la partenaire suisse de BirdLife International.

## Organisation et activités
En 2022, cent ans après sa fondation, l'association compte 68 000 membres, 440 sections de protection de la nature et 20 associations cantonales. Ces associations cantonales gèrent 1 200 réserves naturelles ainsi que des projets de conservation.